# El gran año
El Gran Año (La Pajareada en Hispanoamérica) es una película de 2011 del género comedia protagonizada por Steve Martin, Jack Black y Owen Wilson. El gran año fue dirigida por David Frankel (director de The Devil Wears Prada) y escrita por Howard Franklin. Se basa en el libro de no ficción The Big Year: A Tale of Man, Nature and Fowl Obsession, que fue escrito por Mark Obmascik. El libro sigue a tres hombres en la búsqueda de ganar el "big year" - una competencia entre los observadores de aves para ver quién puede identificar las más diversas especies de aves de América del Norte en un año calendario. La película utiliza la misma premisa, con personajes inventados.
La película fue estrenada el 14 de octubre de 2011, en los Estados Unidos. El rodaje se llevó a cabo entre mayo y julio de 2010. Fue lanzada en el Reino Unido el 14 de noviembre de 2011.

## Argumento
Los tres protagonistas —Stu (Steve Martin), Brad (Jack Black) y Kenny (Owen Wilson)— se encuentran en una encrucijada: uno atraviesa una crisis de mediana edad, otro pasa por una crisis de tercera edad y el último, por una crisis existencial. En la vida todo el mundo busca algo, y Stu, Brad y Kenny están decididos no solo a encontrar “su algo”, sino a ser los mejores en la tarea. Al igual que este intrépido trío dispuesto a trotar por el continente, casi todos nosotros soñamos con ser los primeros. Puede tratarse de cualquier cosa, pero debe ser algo que te apasione. Para Stu, Brad y Kenny, es ser el mejor observador de aves. En El gran año, una carrera pasa a convertirse en un viaje reparador para estos tres hombres, que recorren Norteamérica en un año para ver quién observa más especies de pájaros.

## Reparto
- Steve Martin como Stu Preissler.
- Jack Black como Brad Harris.
- Owen Wilson como Kenny Bostick.
- Rashida Jones como Ellie.
- Anjelica Huston como Annie Auklet.
- Jim Parsons como Crane.
- Rosamund Pike como Jessica Bostick.
- JoBeth Williams como Edith Preissler.
- Brian Dennehy como Raymond Harris.
- Dianne Wiest como Brenda Harris.
- Anthony Anderson como Bill Clemens.
- Tim Blake Nelson como Phil.
- Joel McHale como Barry Loomis.
- Calum Worthy como Colin Debs.
- Veena Sood como Enfermera Katie.
- Corbin Bernsen como Gil Gordon.
- Stacey Scowley como Vicki.
- Jesse Moss como Jack Lusas.
- Kevin Pollak como Jim Gittelson.
- Barry Shabaka Henley como Dr. Neil Kramer.
- Andrew Wilson como Mike Shin.
- Al Roker como New York Weatherman.
- John Cleese como Narrador del montaje histórico.
- Steven Weber como Rick McIntire.

## Recepción
La película ha recibido críticas mixtas de los críticos. Tiene una calificación de 40% en Rotten Tomatoes con el consenso que dice: "Bien hecha con cariño y afecto por sus personajes, los plods de la película son largos, alcanzando raramente cualquier altura de comedia."
La película fue un fracaso de taquilla, a pesar de las estrellas establecidas como Martin, Black y Wilson como los conductores. Sobre la base de un presupuesto de $ 41 millones que tuvo, solo logró recaudar apenas $ 7,4 millones en la venta de entradas en todo el mundo según Box Office Mojo.